# Alte Schwedenschanze

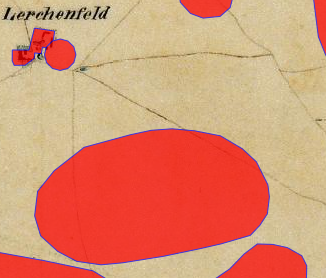
Lageplan Alte Schwedenschanze auf dem Urkataster von Bayern

Die Alte Schwedenschanze, auch Schwedenschanze genannt, liegt im Ort Rempelkofen der oberpfälzischen Gemeinde Mintraching in Bayern. Die Anlage ist als Bodendenkmal mit der Nummer D-3-7039-0604 und der Beschreibung „archäologische Befunde einer latenezeitlichen Siedlung und frühmittelalterlichen Vierreckschanze“ verzeichnet.

## Geografie
Die Alte Schwedenschanze befindet sich 1 km westsüdwestlich von Rempelkofen bzw. 700 Meter südsüdöstlich von Lerchenfeld, in der Gemarkung und Gemeinde Mintraching. Die Schanze ist eine von zwei Exemplaren in der Gemeinde Mintraching. Die andere befindet sich zwischen Mintraching, Schwaighof und Sengkofen.

## Beschreibung
Die Alte Schwedenschanze ist eine Viereckschanze mit Wall- und Grabenanlage und einer Größe von 40 × 40 m. Der Wall, der die Anlage umgab, war in der Nutzungsperiode etwa 3 Meter hoch und wurde von einer Palisade abgeschlossen. Über die Tiefe des Grabens ist nichts bekannt, jedoch war er drei Meter breit und umfasste die gesamte Anlage. Innerhalb der Anlage befand sich ein Langhaus, dessen Maße 10 × 27,5 m waren.